# Prace linowe

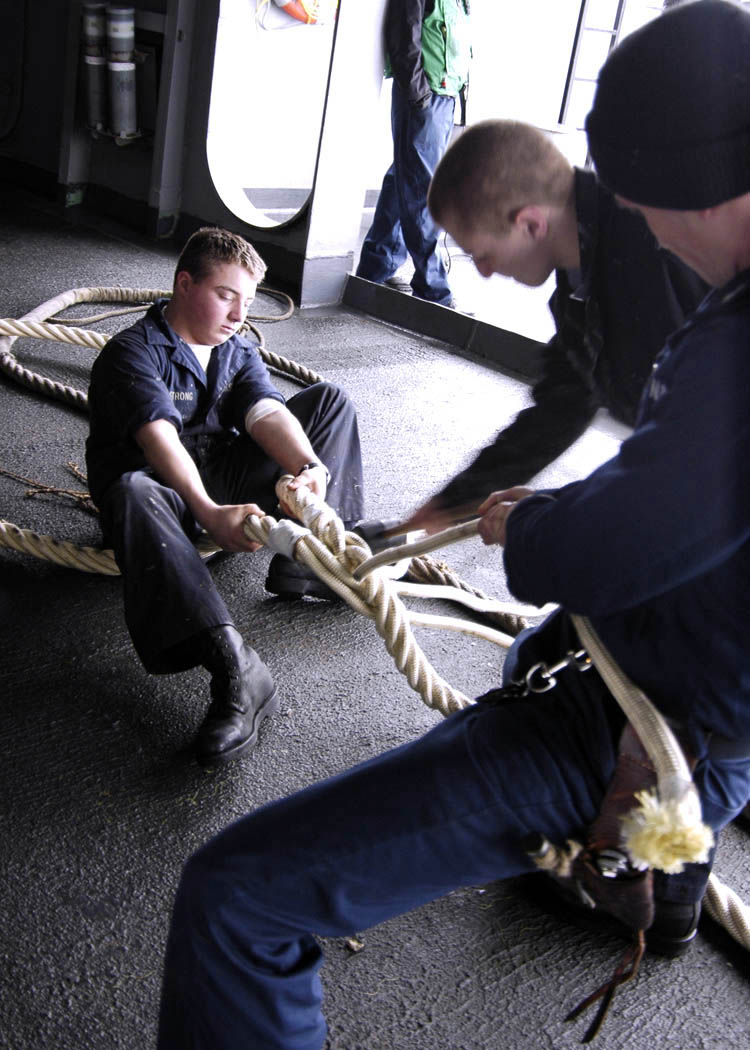
Marynarze zaplatający oko na linie cumowniczej

Prace linowe - czynności, które należy wykonać aby lina nadawała się do pracy w miejscu dla niej przeznaczonym.
W zakres prac linowych wchodzą: wiązanie podstawowych węzłów, splatanie lin, wykonywanie opasek, splatanie oka, wplatanie chomątek, oplatanie odbijaczy itp.

## Liny okrętowe - podział
Linami nazywa się wyroby powstałe ze skręcenia lub splecenia włókien lub drutów. Różnią się one między sobą materiałem z którego są wykonane, budową, grubością, wytrzymałością i giętkością.
Podstawowym kryterium podziału lin okrętowych jest materiał z którego są wykonane.
Uwzględniając je, liny okrętowe dzielimy na: 
- liny z włókien naturalnych (np. liny konopne, liny bawełniane, sizalowe, manilowe, kokosowe, lniane)
- liny z włókien sztucznych (np. liny nylonowe, poliestrowe, polipropylenowe);
- liny stalowe
- mieszane (z włókien sztucznych lub naturalnych z dodatkiem wplecionego drutu stalowego).

Liny stanowią niezbędne wyposażenie prawie każdego statku. Zwykle wykorzystywane są do cumowania (liny włókienne i stalowe) i holowania okrętu (liny stalowe), zabezpieczenia przed przesuwaniem oraz podnoszenia różnych ciężarów. Używane są również jako olinowanie stałe i olinowanie ruchome jednostek pływających.
- Liny olinowania stałego to przede wszystkim sztagi i wanty.
  - Sztagi – liny podtrzymujące maszt w kierunku dziobu i rufy;
  - Wanty – liny podtrzymujące maszt w kierunku burt.

- Liny olinowania ruchomego to liny służące do podnoszenia ciężarów i różnych sygnałów. Zaliczamy do nich m.in. fały i talie.  Fały do podnoszenia na maszcie flag sygnałowych nazywamy flaglinkami.